# Ammophila infesta
Ammophila infesta es una especie de avispa del género Ammophila, familia Sphecidae.

## Taxonomía
Fue descrito por primera vez en 1873 por F. Smith.